# Karā Rūd
Karā Rūd (persiska: Karā Rūd-e Jamshīdābād, کرا رود) är en ort i Iran.   Den ligger i provinsen Gilan, i den nordvästra delen av landet, 220 km nordväst om huvudstaden Teheran. Karā Rūd ligger 354 meter över havet och antalet invånare är 401.
Terrängen runt Karā Rūd är huvudsakligen kuperad, men den allra närmaste omgivningen är bergig. Terrängen runt Karā Rūd sluttar österut. Runt Karā Rūd är det ganska glesbefolkat, med 45 invånare per kvadratkilometer. Närmaste större samhälle är Rostamābād, 4,9 km söder om Karā Rūd. Trakten runt Karā Rūd består till största delen av jordbruksmark.